# Hellesklint
Hellesklint er en ca. 35 meter høj og 1,5 km lang klint og navnet på et sommerhusområde, på sydkysten af  halvøen Røsnæs. Der er også mange fredninger i området. Skoven ved det nordlige Hellesklint blev fredet i 1962. Ved Hellesklint findes det højeste punkt på Røsnæs, der er 63 meter højt, hvorpå der også er placeret en tele- og radiomast kaldet højebrænte. Det fredede område er 27,5 km2 stort. Under 2. Verdenskrig slog tyskerne sig også ned på Hellesklint.